# Lyfing
Lyfing (... – 12 giugno 1020) è stato un abate, vescovo e arcivescovo anglosassone.

## Biografia
Lyfing divenne abate nell'abbazia di Chertsey nel 989 e vescovo di Wells nel 998 o 999. Nel 1013 Etelredo II d'Inghilterra lo nominò arcivescovo di Canterbury. Fu consacrato da Wulfstan II, arcivescovo di York, dato che era impossibile recarsi a Roma per ricevere il pallio dal papa a causa delle continue incursioni vichinghe.
A causa dei vichinghi, Lyfing non riuscì a prendere possesso della sua sede per alcuni anni. In qualità di arcivescovo di Canterbury, incoronò due re: Edmondo II d'Inghilterra nel 1016 e Canuto il Grande nel 1017. Morì il 12 giugno 1020 e fu sepolto alla cattedrale di Canterbury.

## Successione apostolica
La successione apostolica è:
- Vescovo Bernhard (1019)
- Vescovo Reginbert (1019)
- Vescovo Gerbrand (1019)